# Fator X
O Fator X, também conhecido pelo epônimo fator Stuart-Prower ou como protrombinase, é uma enzima da cascata de coagulação. É uma endopeptidase serina (grupo protease S1).